# 柔夏·瑪美德
柔夏·羅素·瑪美德（/ˈzɒʃə ˈmæmɪt/;，1988年2月2日—）是一位美國女演員，曾演出《廣告狂人》、《倒錯人生》和《为人父母》等影集，並在HBO製作的《女孩我最大》中飾演主要角色之一的蘇珊娜·夏碧羅（Shoshanna Shapiro）。

## 個人生活
瑪美德出生於佛蒙特州藍道夫。父親大衛·馬美德是美國的舞台作家、隨筆作家、編劇和導演，母親則是女演員琳賽·克洛斯。她的外祖父是舞台作家羅素·克洛斯，曾外祖父是教育家約翰·厄斯金。瑪美德的姊姊是擔任攝影師工作的薇莉雅（Willa），她另有兩位同父異母的姐妹，分別是諾亞（Noah）和同為女演員的克萊瓦（Clara）。瑪美德的自我認同為猶太人（她的父親是猶太人，母親則是佛教徒）。瑪美德在五歲前一直居住在新英格蘭，五歲時則和母親及薇莉雅一起搬到加州。高中畢業後，瑪美德決定放棄升學，以成為演員為目標。

## 作品

### 電影
| 年份   | 片名                                       | 角色                     | 備註 |
| ------ | ------------------------------------------ | ------------------------ | ---- |
| 1997年 | 科林·菲茨                                  | 《LOST檔案》愛好者       |      |
| 2004年 | 綁計迷宮                                   | 貝都因人女性             |      |
| 2009年 | Half Truth                                 | 女孩                     | 短片 |
| 2009年 | Off the Ledge                              | 珍妮（Jenny）            |      |
| 2010年 | 性福拉警報                                 | 莎夏（Sasha）            |      |
| 2010年 | Cherry                                     | 達西（Darcy）            |      |
| 2010年 | 愛上草食男                                 | 派對上的女孩             |      |
| 2011年 | Snuggle Bunny: Man's Most Lovable Predator | 女兒                     | 短片 |
| 2012年 | Sunset Stories                             | 貝絲妮（Bethany）        |      |
| 2012年 | Rhymes with Banana                         | Z                        |      |
| 2013年 | The Last Keepers                           | 西雅·卡佛（Rhea Carver） |      |
| 2015年 | Bleeding Heart（原片名：Shiva & May）      | 席娃（Shiva）            |      |
| 2016年 | 臘腸狗四圍走                               | 柔伊（Zoe）              |      |
| 2016年 | Mildred & The Dying Parlor                 | Mildred                  | 短片 |
| 2016年 | Last Call（原片名：Dominion）              | 佩妮（Penny）            |      |
| 2016年 | Goldbricks in Bloom                        | 克萊奧（Cleo）           |      |
| 2017年 | 樓下的男孩                                 | 黛安娜（Diana）          |      |
| 2018年 | 解碼遊戲                                   | 托伊（Troy）             |      |
| 2022年 | Alone Together                             | 瑪格麗特（Margaret）     |      |
| 2023年 | Molli and Max in the Future                | 茉莉（Molli）            |      |
| 2023年 | 魔髮精靈：樂團在一起                       | 可依（Crimp）            | 配音 |
| 2024年 | 蜘蛛夫人                                   | 待確認                   |      |

### 電視
| 年份            | 節目名稱                  | 角色                             | 備註            |
| --------------- | ------------------------- | -------------------------------- | --------------- |
| 1994年          | Parallel Lives            | 珊農（Shannon）                  | 電視電影        |
| 2006年－2007年  | 反恐特勤組                | 克麗絲汀·羅斯（Christine Ross）  | 常設角色（5集） |
| 2009年          | Ab Fab                    | 賽芙隆（Saffron）                | 電視電影        |
| 2009年          | 戰狼                      | 魯迪（Rudy）                     | 電視電影        |
| 2010年          | 倒錯人生                  | 寇特妮（Courtney）               | 常設角色（7集） |
| 2010年          | Miss USA's Sexy Halloween | 貝翠思（Beatrice）               | 短片            |
| 2010年－2011年  | 为人父母                  | 凱斯莉（Kelsey）                 | 常設角色（5集） |
| 2010年－2012年  | 廣告狂人                  | 喬伊絲·拉姆齊（Joyce Ramsay）    | 常設角色（5集） |
| 2012年－2017年  | 女孩我最大                | 蘇珊娜·夏碧羅                    | 主要角色        |
| 2013年          | High School USA!          | 安珀·蘭博（Amber Lamber，配音）  | 主要角色        |
| 2014年 - 2015年 | 天兵公園                  | 西莉亞（Celia，配音）            | 客串（2集）     |
| 2020年 - 2022年 | 謎飛空姐                  | 安妮·穆拉迪安（Annie Mouradian） | 主要角色        |

## 外部連結
- 柔夏·瑪美德在互联网电影资料库（IMDb）上的資料（英文）
- 柔夏·瑪美德在豆瓣上的资料（简体中文）
- 柔夏·瑪美德在Enjoy Movie上的電影作品列表 （页面存档备份，存于）